# Olomoučtí Přemyslovci
Olomoučtí Přemyslovci byli vedlejší větev přemyslovské dynastie. Jejím zakladatelem byl olomoucký údělný kníže Ota I. Olomoucký, syn českého knížete Břetislava I. Jeho syn Svatopluk pak v letech 1107 až 1109 byl českým knížetem. Tato vedlejší větev přemyslovského rodu vymírá v osobě Sifrida, který skonal kolem roku 1228.

## Rodokmen
- Ota I.
  - Bohuslava
  - Svatopluk
    - Václav Jindřich

  - Ota II.
    - Eufemie
    - Ota III. Dětleb
      - Svatava
      - Hedvika
      - Eufemie
      - Vladimír
      - Marie
      - Břetislav
        - Sifrid